# ウィリアム・ストリックランド
ウィリアム・レムセン・ストリックランド（William Remsen Strickland, 1914年1月25日 - 1991年11月25日）は、アメリカ合衆国の指揮者、オルガニスト。
デファイアンスの生まれ。ニューヨークに移り住み、10歳からオルガンを学び、セント・ジョン・ザ・ディヴァイン大聖堂の合唱音楽学校に通った。10代の頃はブロンクビルのキリスト教会やマンハッタンのカルバリー公教会のオルガニストを務めた。1946年にナッシュヴィル交響楽団を設立して1951年まで創立指揮者としてとどまり、1950年代はニューヨーク・オラトリオ協会の指揮を担当した。1955年にはカーネギー・ホール維持のための募金コンサートを行い、その翌年にはアメリカ・オルガニスト協会の創立60周年記念ガラ・コンサートを開いた。
1950年代後半に頻繁に日本を訪れ、インペリアル・フィルハーモニー（近衞管弦楽団から派生し、短期間存在したオーケストラ）等を指揮、日本人作曲家の作品を録音すると共に、アメリカの同時代音楽を日本に紹介した。
コネチカット州ウェストポートにて肺癌で亡くなった。